# Leptogium fusisporum
Leptogium fusisporum är en lavart som först beskrevs av Edward Tuckerman, och fick sitt nu gällande namn av C. W. Dodge. Leptogium fusisporum ingår i släktet Leptogium och familjen Collemataceae.   Inga underarter finns listade i Catalogue of Life.